# 亚平宁山脉 (月球)

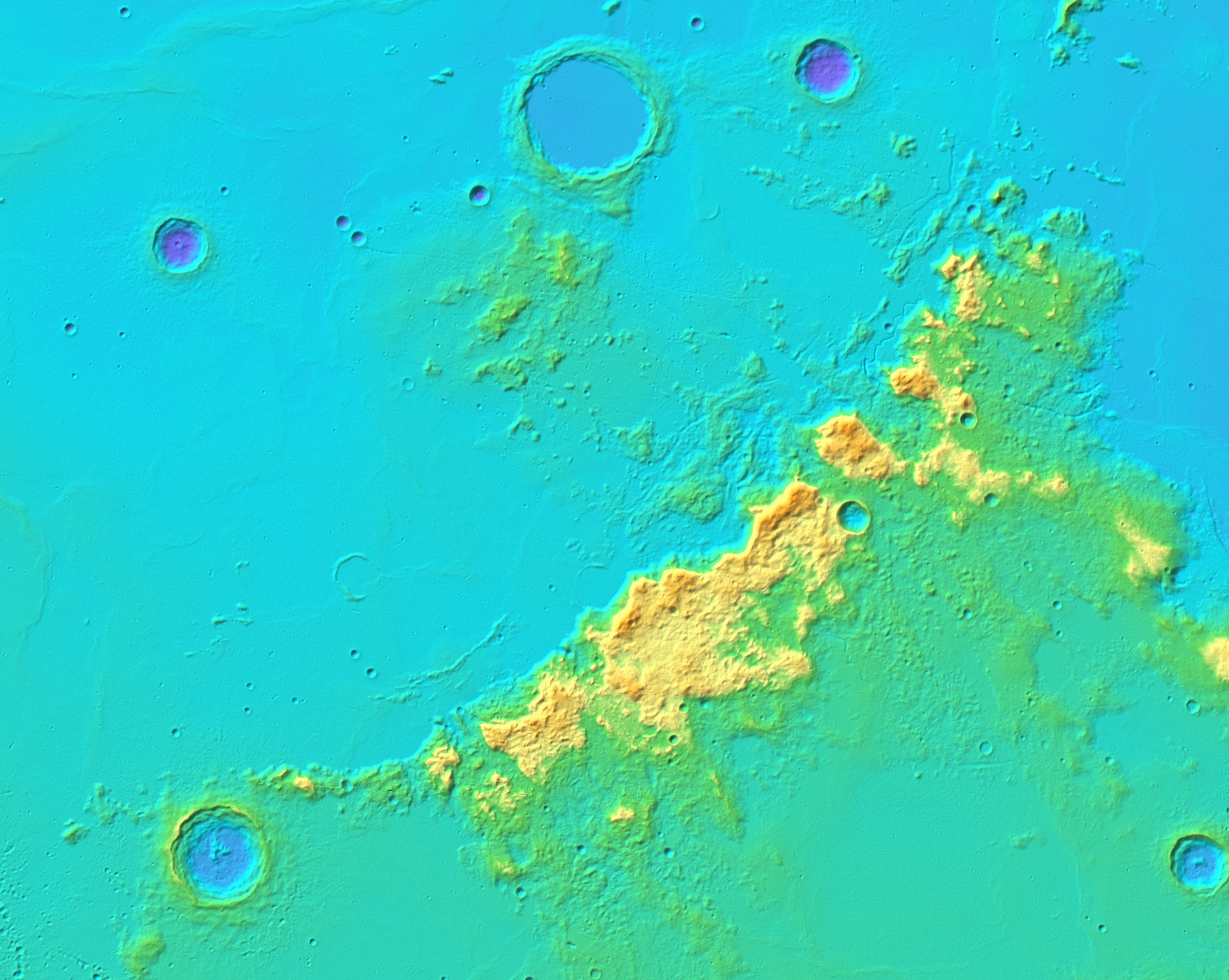
高程图(黄色为高地，蓝色为低地)

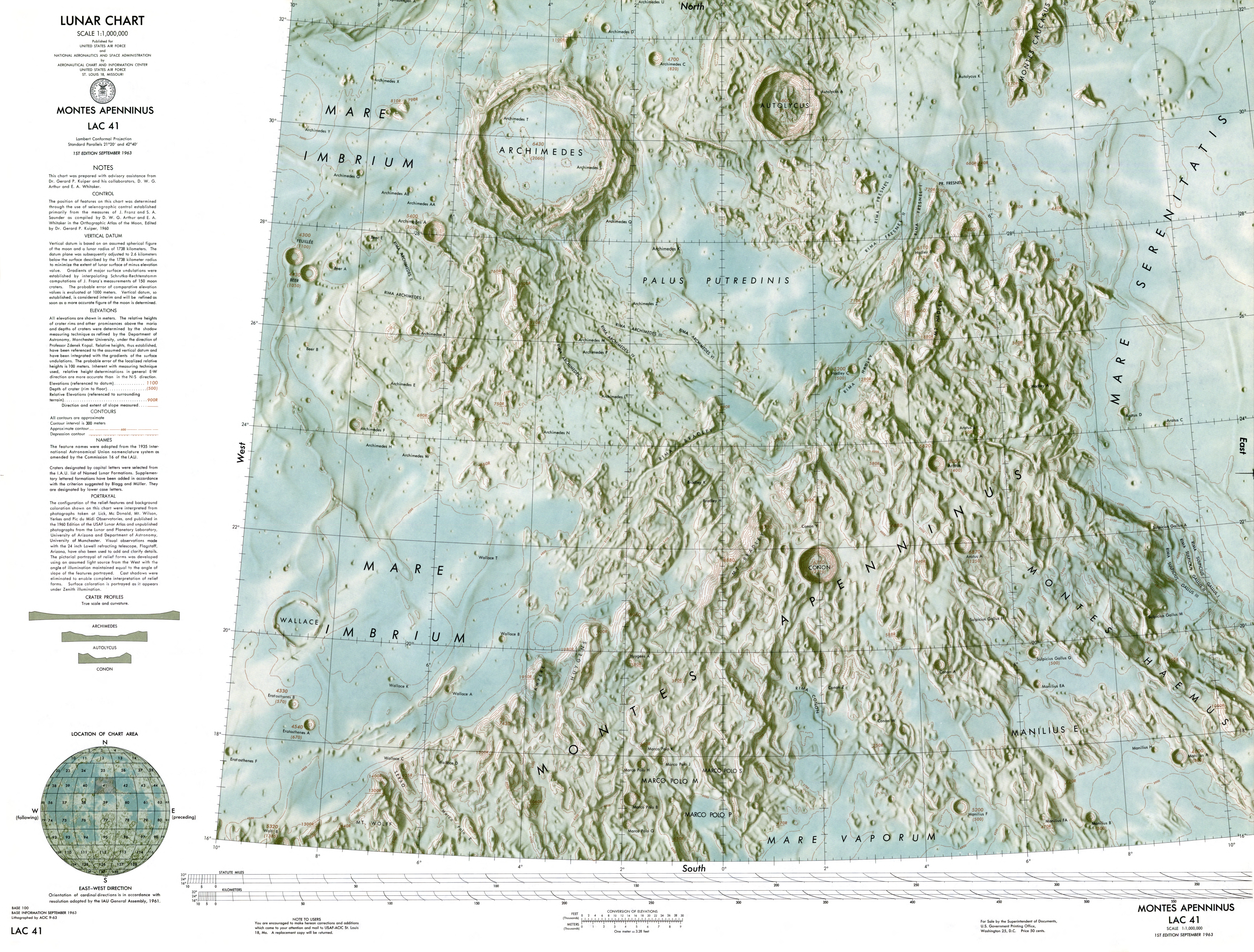
区域图

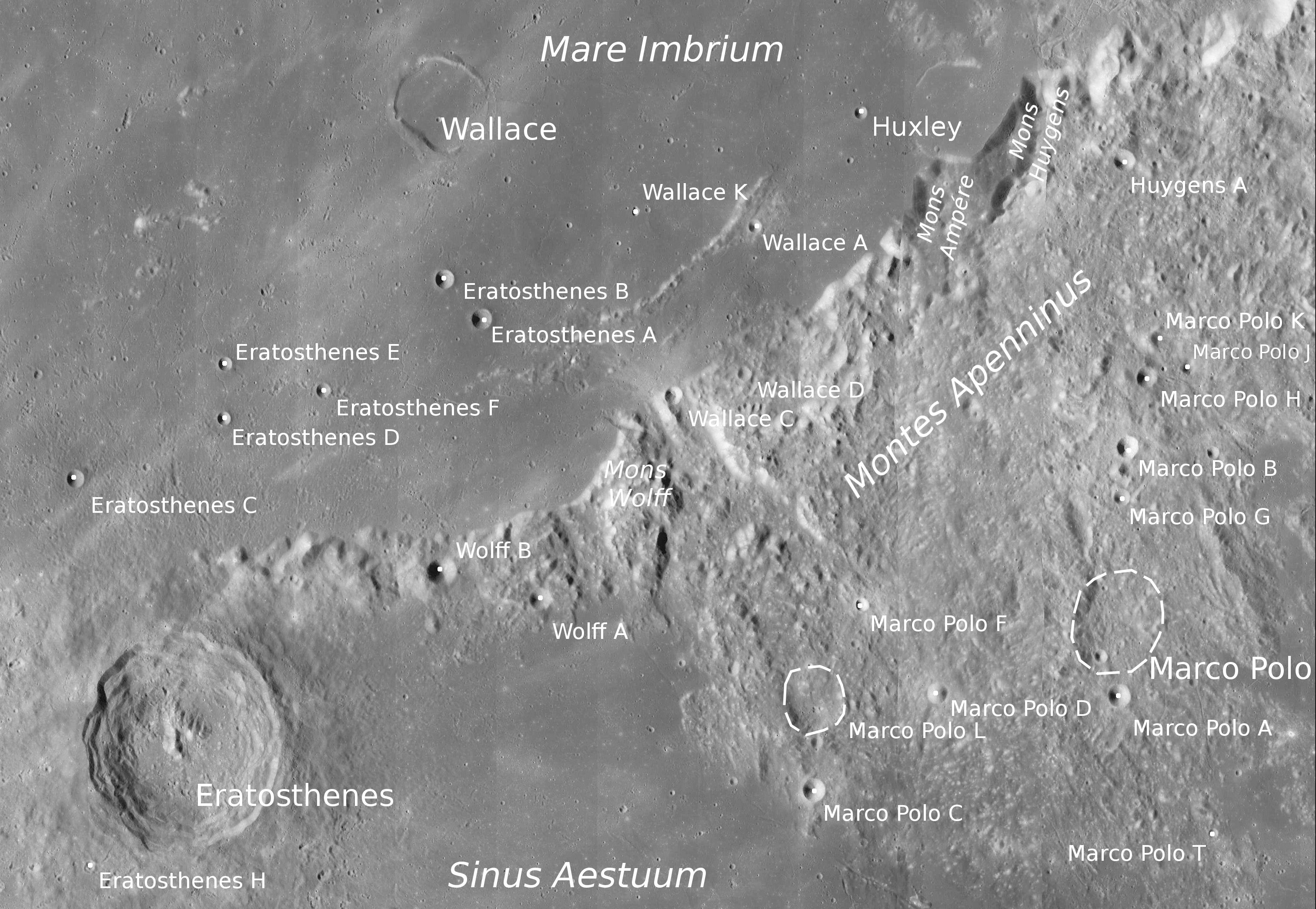
西南部图

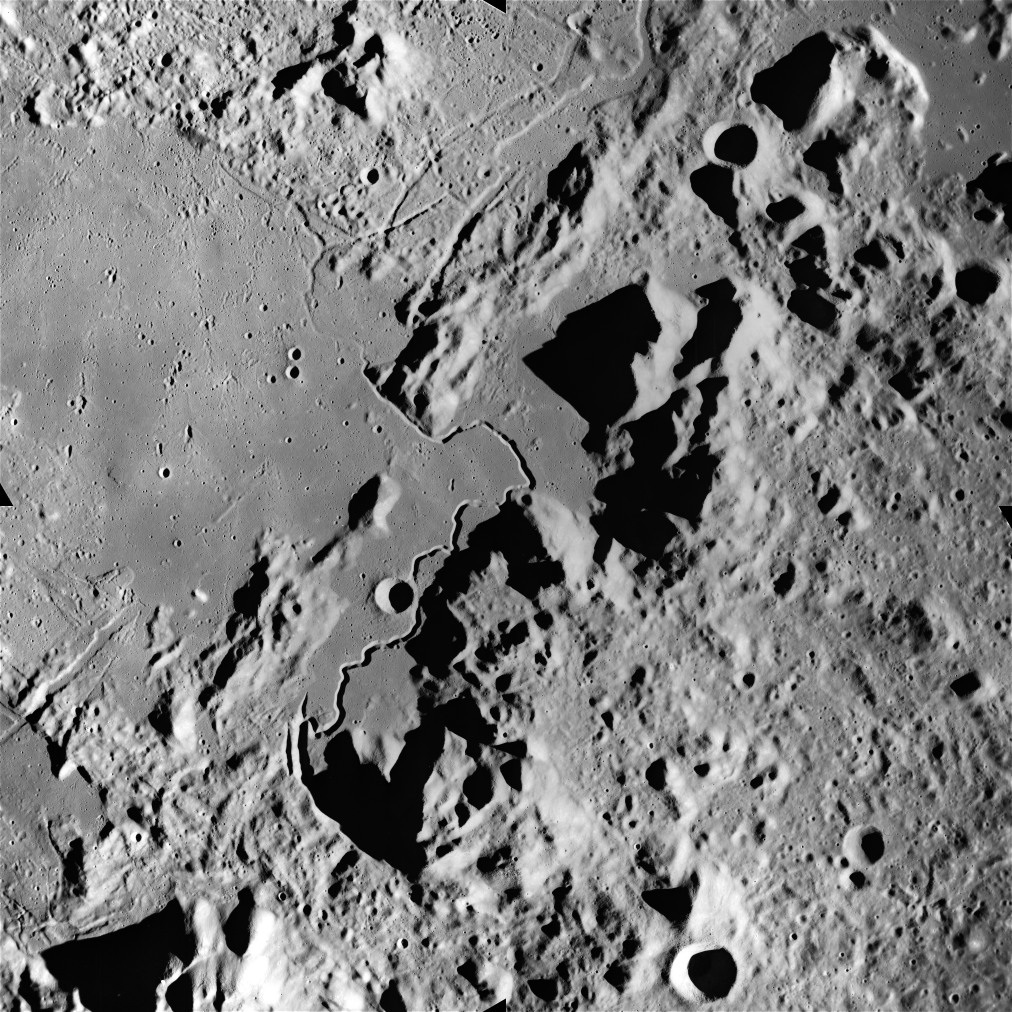
亚平宁山脉北部和哈德利月溪图，阿波罗15号拍摄。

哈德利山和哈德利·德尔塔山全景照片。阿波罗15号拍摄

亚平宁山脉是月球北部的山脉，以意大利的亚平宁山脉命名，其地层年代为39亿年，还相对年轻。亚平宁山脉是月球上最大的山脉。
1971年阿波罗15号宇航员对亚平宁东部(靠近哈德利月溪和哈德利·德尔塔山)进行了地质调查。
亚平宁山脉构成了大月海雨海的东南边缘和雪陆高地的西北边缘，面朝雨海一侧较陡，背面则相对平缓地过渡到低地。它起始于醒目的厄拉多塞陨石坑正西面(它紧靠着亚平宁山的南侧)；西部山脉中有一条将雨海北部与岛海南部连接在一起的狭窄峡谷；西面更远处是喀尔巴仟山脉。
亚平宁山脉北部与海摩斯山脉西侧边缘接壤，中间及西北方与阿基米德山脉相望；山脉南端将雨海与暑湾隔开；亚平宁山脉西北侧是雨海和腐沼，东南侧则是汽海的忠诚湾及幸福湖、怨恨湖。从直径59公里的厄拉多塞陨石坑处起，山脉由西南往东北逐惭弯曲形成一条弧状山链，最后终止于北纬29.5°处的"菲涅耳岬"(Promontorium Fresnel)，在此，山脉的另一宽阔裂口东西贯通了雨海和澄海，峡谷的北端则是高加索山脉。
亚平宁山脉包含数座已命名的山，从西到东北分别为：
- 沃尔夫山
- 安培山
- 惠更斯山，常被列为月球上的最高山(虽然不是最高点)
- 布拉德利山
- 哈德利·德尔塔山
- 哈德利山

最后两座山峰形成的峡谷可能是最著名的山谷，因为阿波罗15号任务在此登陆。这次登陆被认为是阿波罗计划中最成功的任务之一，它开启了随后的三个"J系列"任务，其中包括了月球车和三天的停留。阿波罗15号探测了较小的"哈德利·德尔塔山“的山峰和”哈德利溪“月谷，这可能是该计划中地质条件最多样的登陆点。
山脉的大部分构成了雨海嶙峋而不规则的边缘，其中东南侧有着宽阔的山麓，但西北侧至阿基米德环形山东南面的一段山麓则较为崎岖。亚平宁山脉的总长度约为600公里(370英里)，最高山峰布拉德利山较邻近的雨海表面高5.4公里，相当于高出月表平均海拨3.42公里。

## 视图

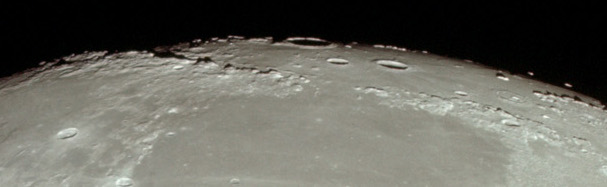
阿波罗11号拍摄的照片，显示了月球西侧的亚平宁山脉(左)、高加索山脉(右)、雨海东侧(上)和澄海西部(底)的视图，顶部中央的大陨石坑是阿基米德环形山。
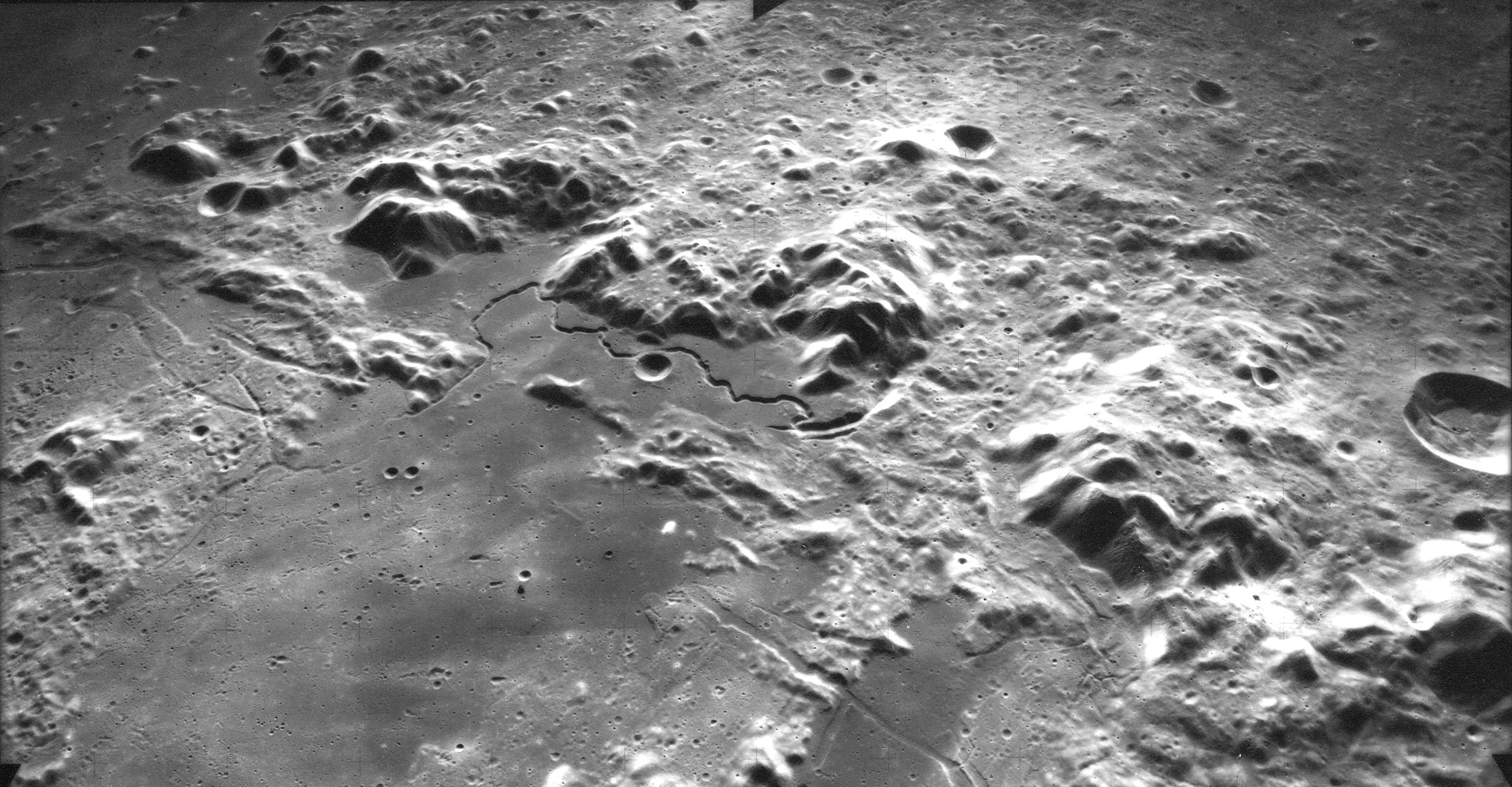
亚平宁山脉北面斜视图，高度105公里，面朝东方；中左是"哈德利月溪"和阿波罗15号着陆点，可看到哈德利山、哈德利·德尔塔山和布拉德利山，科农陨石坑位于右侧。
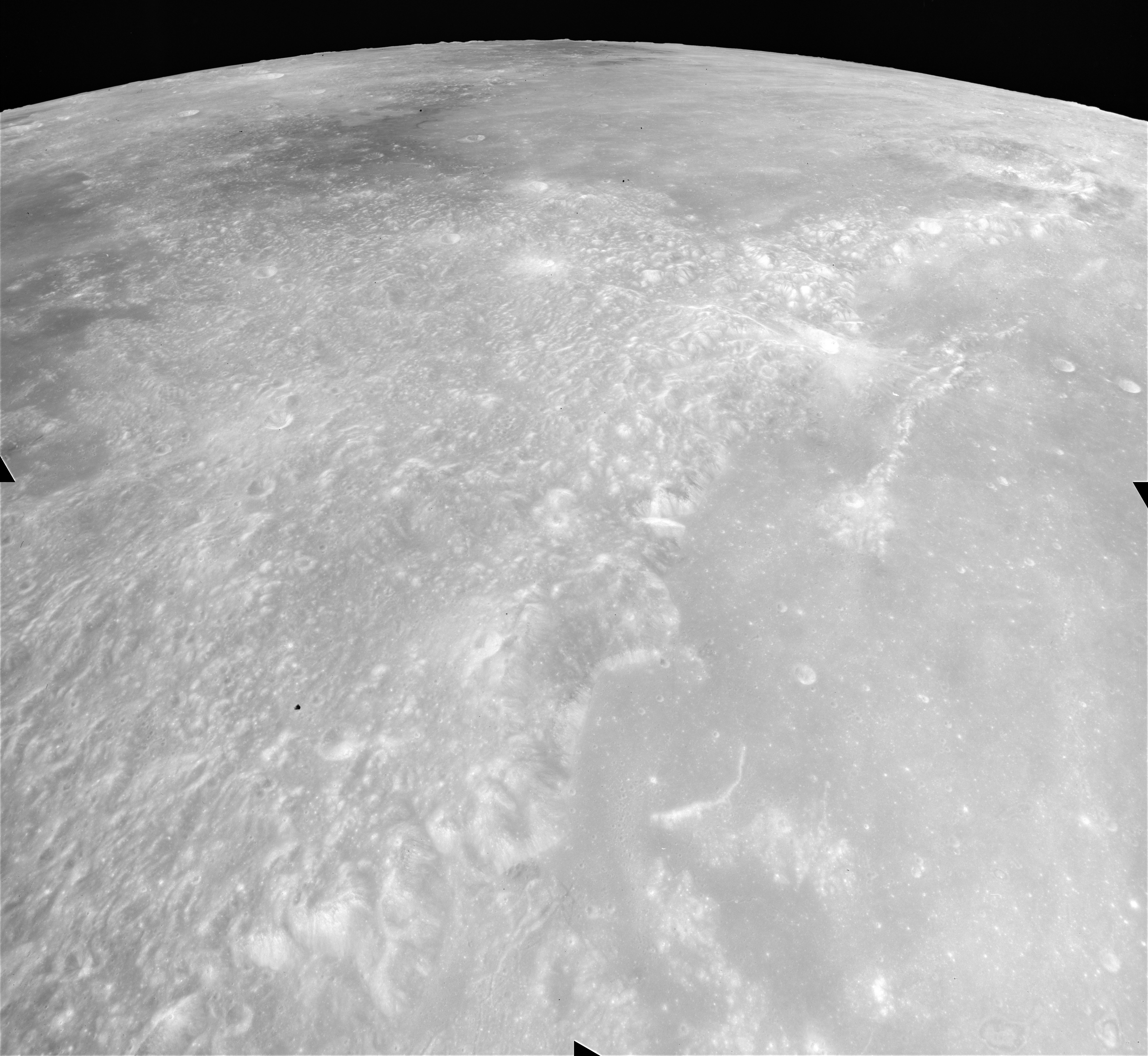
阿波罗15号拍摄的亚平宁山脉南面斜视图，高度115公里，面朝东方；右上是厄拉多塞环形山。